# Ronde van Spanje 2024/Vijftiende etappe
De vijftiende etappe van de Ronde van Spanje 2024 werd op 1 september verreden van Infiesto naar Cuitu Negru (Valgrande-Pajares). Het was een bergrit over 142 kilometer.
De Spanjaard Pablo Castrillo heeft de vijftiende etappe van de Vuelta gewonnen, met aankomst bergop op Cuitu Negru. Na zijn eerste profzege in de twaalfde etappe, won hij nu in de mist op het dak van de Vuelta zijn tweede zege in vier dagen. Hij versloeg Aleksandr Vlasov en Pavel Sivakov. Rode truidrager Ben O'Connor verloor een halve minuut op Enric Mas en Primož Roglič. De Sloveen Roglič die tweede stond kreeg 20 seconden straftijd van de jury, voor te lang in het spoor van de volgwagen te blijven bij een fietswissel, waardoor zijn achterstand van 43 seconden naar 1'03" ging.

## Uitslag
| Infiesto – Cuitu Negru (Valgrande-Pajares) (142 km) |                   |                         |          |
| Plaats                                              | Naam              | Ploeg                   | Tijd     |
| Winnaar                                             | Pablo Castrillo   | Equipo Kern Pharma      | 3u45'51" |
| 2                                                   | Aleksandr Vlasov  | BORA-hansgrohe          | + 12"    |
| 3                                                   | Pavel Sivakov     | UAE Team Emirates       | + 31"    |
| 4                                                   | Enric Mas         | Movistar                | z.t.     |
| 5                                                   | Primož Roglič     | BORA-hansgrohe          | -20"     |
| 6                                                   | Mattias Skjelmose | Lidl-Trek               | + 1'09"  |
| 7                                                   | Richard Carapaz   | EF Education-EasyPost   | + 1'13"  |
| 8                                                   | Sepp Kuss         | Team Visma-Lease a Bike | + 1'22"  |
| 9                                                   | Mikel Landa       | Soudal Quick-Step       | +1'27"   |
| 10                                                  | David Gaudu       | Groupama-FDJ            | + 1'37"  |
|                                                     |                   |                         |          |
| 30                                                  | Sam Oomen         | Lidl-Trek               | + 9'03"  |
| 35                                                  | Laurens Huys      | Arkéa-B&B Hotels        | + 10'38" |

| Algemeen klassement |                   |                            |            |
| Plaats              | Naam              | Ploeg                      | Tijd       |
| Rode trui           | Ben O'Connor      | Decathlon AG2R La Mondiale | 60u19'22"  |
| 2                   | Primož Roglič     | BORA-hansgrohe             | + 1'03"    |
| 3                   | Enric Mas         | Movistar                   | + 2'23"    |
| 4                   | Richard Carapaz   | EF Education-EasyPost      | + 2'44"    |
| 5                   | Mikel Landa       | Soudal Quick-Step          | + 3'05"    |
| 6                   | Florian Lipowitz  | BORA-hansgrohe             | + 4'33"    |
| 7                   | David Gaudu       | Groupama-FDJ               | + 4'39"    |
| 8                   | Carlos Rodríguez  | INEOS Grenadiers           | + 4'40"    |
| 9                   | Mattias Skjelmose | Lidl-Trek                  | + 4'51"    |
| 10                  | Pavel Sivakov     | UAE Team Emirates          | + 5'12"    |
|                     |                   |                            |            |
| 27                  | Sam Oomen         | Lidl-Trek                  | + 49'31"   |
| 40                  | Mauri Vansevenant | Soudal Quick-Step          | + 1u11'47" |

## Nevenklassementen
| Puntenklassement |                 |                           |        |
| Plaats           | Naam            | Ploeg                     | Punten |
| Groene trui      | Wout Van Aert   | Team Visma-Lease a Bike   | 291    |
| 2                | Kaden Groves    | Alpecin-Deceuninck        | 182    |
| 3                | Harold Tejada   | Astana Qazaqstan Team     | 95     |
| 4                | Pablo Castrillo | Equipo Kern Pharma        | 93     |
| 5                | Pavel Bittner   | Team dsm-firmenich PostNL | 81     |
|                  |                 |                           |        |
| 41               | Gijs Leemreize  | Team dsm-firmenich PostNL | 35     |

| Bergklassement        |                 |                           |        |
| Plaats                | Naam            | Ploeg                     | Punten |
| Bolletjestrui (blauw) | Wout Van Aert   | Team Visma-Lease a Bike   | 46     |
| 2                     | Jay Vine        | UAE Team Emirates         | 46     |
| 3                     | Pablo Castrillo | UAE Team Emirates         | 37     |
| 4                     | Marc Soler      | UAE Team Emirates         | 25     |
| 5                     | Adam Yates      | UAE Team Emirates         | 22     |
|                       |                 |                           |        |
| 28                    | Gijs Leemreize  | Team dsm-firmenich PostNL | 4      |

| Jongerenklassement |                    |                           |            |
| Plaats             | Naam               | Ploeg                     | Tijd       |
| Witte trui         | Florian Lipowitz   | BORA-hansgrohe            | 60u23'55"  |
| 2                  | Carlos Rodríguez   | INEOS Grenadiers          | + 7"       |
| 3                  | Mattias Skjelmose  | Lidl-Trek                 | + 18"      |
| 4                  | Matthew Riccitello | Israel-Premier Tech       | + 56'03"   |
| 5                  | Mauri Vansevenant  | Soudal Quick-Step         | + 1u07'14" |
|                    |                    |                           |            |
| 16                 | Gijs Leemreize     | Team dsm-firmenich PostNL | + 1u53'49" |

| Ploegenklassement |                            |            |
| Plaats            | Ploeg                      | Tijd       |
|                   | UAE Team Emirates          | 180u41'51" |
| 2                 | BORA-hansgrohe             | + 31'08"   |
| 3                 | Decathlon AG2R La Mondiale | + 57'52"   |
| 4                 | Team Visma-Lease a Bike    | + 1u12'50" |
| 5                 | Groupama-FDJ               | + 1u19'49" |

## Uitvallers
- Cian Uijtdebroeks ( Team Visma-Lease a Bike): niet gestart met COVID-19 besmetting
- Pelayo Sánchez ( Movistar): opgave na val in de 6e rit

1e etappe ·
2e etappe ·
3e etappe ·
4e etappe ·
5e etappe ·
6e etappe ·
7e etappe ·
8e etappe ·
9e etappe ·
10e etappe ·
11e etappe ·
12e etappe ·
13e etappe ·
14e etappe ·
15e etappe ·
16e etappe ·
17e etappe ·
18e etappe ·
19e etappe ·
20e etappe ·
21e etappe
Startlijst · Eindstanden · Afbeeldingen